# الطولة (وشحة)

تعديل مصدري - تعديل

الطّولة هي إحدى قرى عزلة بنى سعد بمديرية وشحة التابعة لمحافظة حجة، بلغ تعداد سكانها 98 نسمة حسب تعداد اليمن لعام 2004.